# Szekeres Viktor
Szekeres Viktor (Budapest, 1980. augusztus 7. –) magyar üzletember. 2003-ban alapította cégét, a Gloster Infokommunikációs Nyrt. jogelődjét, melynek a mai napig legnagyobb tulajdonosa és elnöke.

## Tanulmányai
1998-ben érettségizett a Teleki Blanka Gimnáziumban, majd felvették az Államigazgatási Főiskolára, ahol 2002-ben szerzett Igazgatás-szervező diplomát. 2005-ben PADI búvároktatói minősítést, 2011-ben Cisco CCNA, CCDA, CI-UCCXD SPECIALIST minősítéseket szerzett. 2013-ban a KMPG Akadémia vezetőképzőjét végezte el, 2019-2020-ban pedig a Budapesti Értéktőzsde, a Londoni Értéktőzsde és a Milánói Értéktőzsde közös ELITE programjában végzett. Jelenleg (2022) a Bécsi Közgazdaságtudományi Egyetem MBA-szakos hallgatója.

## Pályafutása
Első munkahelyén, az Amtel Kft.-ben kevesebb mint egy évet töltött. Első cégét, a Glostert rögtön főiskola után, 2003-ban alapította. Eleinte telefonalközpontokkal, GSM-adapterekkel foglalkozott, később a piacvezető Cisco technológiáiban mélyült el. A Gloster Infokommunikációs Nyrt. operatív irányítását 2018-ban adta át, azóta főleg informatikai vállalatok felvásárlására koncentrál.

## Jelentősebb felvásárlásai
- Euroway Networking Kft. – 2019. január
- TMSI Szoftveriroda Kft. – 2019. november
- Kingsol Zrt. – 2021. május
- Minero-IT Hungary Kft. – 2021. október
- FF.next Kft. – 2022. május
- P92 Informatikai Kft.

## Sajtónyilatkozatai

### 2021
- 2021.12.14 – Dinamikus növekedésre készül a Gloster vg.hu

### 2022
- 2022.04.07 – Növekedés akvizíciók útján – az eltérő vállalati kultúrák integrációjának kihívásai
- 2022.04.10 – Nagy a pörgés a Glosternél vg.hu podcast
- 2022.04.11 – Nincs megállás: tovább terjeszkedik a Gloster vg.hu
- 2022.05.04 – A végtelenbe és tovább – Millasreggeli
- 2022.05.11 – Gloster: a hazai piac ki van éhezve egy növekedési sztorira Portfolio
- 2022.06.18 – Méretes megrendelést nyert az Auditól a Gloster (első rész) Millásreggeli
- 2022.06.18 – Méretes megrendelést nyert az Auditól a Gloster (második rész) Millásreggeli